# Karshomyia pallida
Karshomyia pallida är en tvåvingeart som först beskrevs av Nikolai Vasilevich Kovalev och Boris Mamaev 1966.  Karshomyia pallida ingår i släktet Karshomyia och familjen gallmyggor. Inga underarter finns listade i Catalogue of Life.